# سیاست در بریتانیا
بریتانیا یک پادشاهی مشروطه است که برپایهٔ قانون و هنجار، یک مردم‌سالاری پارلمانی و حکومت یکپارچه به حساب می‌آید. پادشاه موروثی، در حال حاضر چارلز سوم، رئیس کشور است در حالی که نخست‌وزیر بریتانیا، در حال حاضر کی‌یر استارمر از سال ۲۰۲۴، به‌عنوان رئیس منتخب دولت خدمت می‌کند.
تحت نظام پارلمانی بریتانیا، قدرت اجرایی در دستان دولت بریتانیا است که رهبر آن را رسماً پادشاه منصوب می‌کند تا به نام او کار کند. با این حال، پادشاه تنها می‌تواند افرادی را منصوب کند که عضو و مورد اعتماد مجلس بریتانیا هستند. بریتانیا دو مجلس دارد: مجلس عوام و مجلس اعیان. مجلس عالی‌ترین نهاد قانون‌گذاری بریتانیا است؛ با این حال برخی اختیارات به مجالس اسکاتلند، ولز و ایرلند شمالی سپرده شده است.
نظام سیاسی بریتانیا چندحزبی است و برپایهٔ شاخص‌های مردم‌سالاری وی-دم در سال ۲۰۲۳، بیست و دومین مردم‌سالاری انتخاباتی در جهان بود. از دههٔ ۱۹۲۰، دو حزب غالب، حزب محافظه‌کار و حزب کارگر بودند. پیش از پیشروی حزب کارگر در سیاست بریتانیا، حزب لیبرال در کنار محافظه‌کار دیگر حزب سیاسی اصلی بود. در حالی که دولت‌های ائتلافی و اقلیت یکی از ویژگی‌های گاه‌به‌گاه سیاست پارلمانی بوده‌اند، نظام رأی‌گیری نخست‌گزینی که برای انتخابات سراسری استفاده می‌شود، تمایل دارد تسلط این دو حزب را حفظ کند، اگرچه هرکدام در سدهٔ گذشته بر احزاب ثالث همچون لیبرال دموکرات تکیه کرده‌اند تا اکثریتی کارا در مجلس داشته باشند. یک دولت ائتلافی محافظه‌کار-لیبرال دموکرات در سال‌های ۲۰۱۰ تا ۲۰۱۵ سر کار بود که نخستین ائتلاف از سال ۱۹۴۵ حساب می‌شود. این ائتلاف پس از انتخابات پارلمانی در ۷ مهٔ ۲۰۱۵ پایان یافت، که در آن حزب محافظه‌کار اکثریت مطلق کرسی‌ها، ۳۳۰ کرسی از ۶۵۰ کرسی مجلس عوام را به دست آورد، در حالی که شرکای ائتلافی آنان غیر از هشت کرسی، همه کرسی‌ها را از دست دادند.
با تقسیم ایرلند، ایرلند شمالی در سال ۱۹۲۰ صاحب دولت شد، اگرچه ناآرامی‌های مدنی خواستار احیای دولت مستقیم در سال ۱۹۷۲ بودند. حمایت از احزاب ملی‌گرا در اسکاتلند و ولز به پیشنهادهایی برای واگذاری قدرت در دههٔ ۱۹۷۰ منجر شد، اگرچه تنها در دههٔ ۱۹۹۰ واگذاری اختیارات اتفاق افتاد. امروزه، اسکاتلند، ولز و ایرلند شمالی هرکدام دارای یک قوه مقننه و مجریه هستند و واگذاری قدرت در ایرلند شمالی مشروط به مشارکت در نهادهای تمام ایرلند است. دولت بریتانیا همچنان مسئول امور واگذارنشده هست و در مورد ایرلند شمالی با دولت جمهوری ایرلند همکاری می‌کند. واگذاری قوای مجریه و مقننه ممکن است به افزایش حمایت از استقلال در بخش‌های تشکیل‌دهنده بریتانیا کمک کرده باشد. حزب اصلی استقلال اسکاتلند که حزب ملی اسکاتلند نام دارد، در سال ۲۰۰۷ به یک دولت اقلیت تبدیل شد و سپس در انتخابات ۲۰۱۱ مجلس اسکاتلند که دولت اسکاتلند کنونی را تشکیل داد، اکثریت کلی اعضای مجلس را به دست آورد. در همه‌پرسی استقلال سال ۲۰۱۴، ۴۴٫۷ درصد از رأی‌دهندگان به استقلال رأی دادند در حالی که ۵۵٫۳ درصد مخالف بودند. در ایرلند شمالی، احزاب ملی‌گرای ایرلندی مانند شین فین از اتحاد مجدد ایرلند حمایت می‌کنند. در ولز، احزاب ملی‌گرای ولزی مانند پلاید کامری از استقلال ولز حمایت می‌کنند.
قانون اساسی بریتانیا، غیرمدون است و از قراردادها، حقوق نوشته و سایر عناصر تشکیل شده است. این نظام دولتی که به نظام وست‌مینستر معروف است را کشورهای دیگر، به ویژه کشورهایی که پیشتر بخشی از امپراتوری بریتانیا بودند پذیرفته‌اند. بریتانیا همچنین مسئول چندین وابستگی است که به دو دسته تقسیم می‌شوند: وابستگی‌های تاج‌وتخت در نزدیکی بریتانیا، کاملاً پیرو فرمانروا هستند اما بخشی از قلمروی فرمانروایی بریتانیا نیستند (اگرچه بالفعل قسمتی از قلمروی بریتانیا دانسته می‌شوند) و سرزمین‌های فرادریایی بریتانیا، که در سال ۱۹۸۳ مجدداً از مستعمرات بریتانیا دانسته شدند و هم‌اکنون بخشی از قلمروی فرمانروایی بریتانیا هستند؛ در بیشتر آن‌ها جنبه‌های فرمانرانی داخلی، به دولت‌های محلی داده شده است و هر قلمرویی فرماندار (وزیر اول) خود را دارد، البته عنوانش ممکن است در جاهای گوناگون متفاوت باشد مانند وزیر ارشد جبل‌الطارق، اگرچه آن‌ها پیرو مجلس بریتانیا هستند (از واژهٔ بریتانیا برای بخش‌هایی از خاک کشور یا قلمروی فرمانروایی آن، استفاده می‌شود که دولت ملی و نه دولت‌های تابعه/فرعی محلی مستقیماً اداره‌شان می‌کند؛ یعنی دولت ملی منطقاً نقش دولت محلی را دارد).

## تاریخ
- پیمان اتحاد توسط کمیسیونرهای هر مجلس در ۲۲ ژوئیهٔ ۱۷۰۶ به تصویب رسید.
- مصوبه‌های ۱۷۰۷ اتحاد که توسط مجالس انگلستان و اسکاتلند برای تشکیل پادشاهی بریتانیای کبیر تصویب شد.
- مصوبه‌های اتحاد ۱۸۰۰ که توسط مجالس بریتانیای کبیر و ایرلند برای تشکیل پادشاهی متحد بریتانیای کبیر و ایرلند به تصویب رسید.
- مصوبه دولت ایرلند ۱۹۲۰ که توسط مجلس بریتانیا تصویب شد و تقسیم ایرلند را ایجاد کرد. بخش جنوبی جمهوری‌خواه ایرلند به جمهوری ایرلند تبدیل شد و ایرلند شمالی بخشی از اتحاد باقی ماند.
- پیوستن بریتانیا به جوامع اروپا در ۱ ژانویهٔ ۱۹۷۳ اجرایی شد.
- خروج بریتانیا از اتحادیه اروپا در ۳۱ ژانویهٔ ۲۰۲۰.

## دربار
پادشاه بریتانیا که در حال حاضر چارلز سوم است، رئیس کشور است. اگرچه او نقش مستقیم کمی در دولت دارد، ولی قدرت اجرایی نهایی دولت به دربار بستگی دارد. این اختیارات امتیاز پادشاهی نامیده می‌شوند و می‌توانند برای موارد زیادی مانند صدور یا پس گرفتن گذرنامه، برکناری نخست‌وزیر یا حتی اعلام جنگ مورد استفاده قرار گیرند. مقام‌ها از سوی شخص پادشاه و به نام تاج‌وتخت اعطاء می‌شوند و می‌توانند به وزرای مختلف یا دیگر افسران واگذار شوند و پادشاه می‌تواند عمداً موافقت مجلس را دور بزند.
رئیس دولت اعلیحضرت که نخست‌وزیر است، نیز جلسات هفتگی با حاکمان دارد، که در آنجا ممکن است احساسات خود را بیان کند، هشدار دهد یا دربارهٔ کارهای دولت به نخست‌وزیر توصیه کند.
برپایهٔ قانون اساسی غیرمدون بریتانیا، پادشاه دارای اختیارات زیر است:
قدرت‌های داخلی
- قدرت برکناری و کار گذاشتن نخست‌وزیر
- قدرت برکناری و کار گذاشتن دیگر وزیران
- قدرت فراخواندن، تعطیلی و انحلال مجلس
- قدرت اعطا یا رد موافقت سلطنتی برای لوایح (معتبر و قانون ساختن آن‌ها)
- قدرت مأموریت دادن به افسران نیروهای مسلح
- قدرت فرماندهی نیروهای مسلح بریتانیا
- قدرت کار گذاشتن اعضا به مشاوری پادشاه
- قدرت صدور و پس گرفتن گذرنامه
- امتیاز عفو شاهانه (اگرچه مجازات اعدام لغو شده است، همچنان از این قدرت برای تغییر احکام استفاده می‌شود)
- قدرت اعطای افتخار
- قدرت ایجاد شرکت‌ها از طریق منشور سلطنتی

قدرت‌های خارجی
- قدرت تصویب و انعقاد معاهدات
- قدرت اعلام جنگ و صلح
- قدرت استقرار نیروهای مسلح در خارج از کشور
- قدرت به رسمیت شناختن دولت‌ها
- قدرت اعتبار دادن و پذیرفتن دیپلمات‌ها

## قوه مجریه
قوه مجریه در بریتانیا توسط حاکم، چارلز سوم، از طریق دولت اعلیحضرت و مقام‌های ملی واگذار شده – دولت اسکاتلند، دولت ولز و هیئت اجرایی ایرلند شمالی اعمال می‌شود.

### دولت اعلیحضرت
پادشاه یک نخست‌وزیر را به ریاست دولت اعلیحضرت منصوب می‌کند، با هدایت کنوانسیونی که برپایهٔ آن نخست‌وزیر باید عضو مجلس عوام باشد که به احتمال زیاد بتواند با حمایت آن دولت تشکیل دهد. این در عمل بدان معناست که رهبر حزب سیاسی با اکثریت مطلق کرسی‌های مجلس عوام نخست‌وزیر می‌شود. اگر هیچ حزبی اکثریت مطلق را نداشته باشد، اولین فرصت برای تشکیل ائتلاف به رهبر بزرگ‌ترین حزب داده می‌شود. سپس نخست‌وزیر به انتخاب وزرای دیگر می‌پردازد که دولت را تشکیل می‌دهند و به‌عنوان رؤسای سیاسی بخش‌های مختلف دولتی فعالیت می‌کنند. حدود بیست نفر از بالارتبه‌ترین وزرای دولت کابینه را تشکیل می‌دهند و در مجموع حدود ۱۰۰ وزیر، دولت را تشکیل می‌دهند.
مانند برخی دیگر از نظام‌های پارلمانی (به ویژه آن‌ها که مبتنی بر نظام وست‌مینستر هستند)، قوه مجریه («دولت» صدا زده می‌شود) از مجلس قدرت می‌گیرد و به آن پاسخگو است – یک رأی عدم اعتماد موفق، دولت را مجبور به کناره‌گیری یا خواستار انحلال پارلمان شدن و برگزاری انتخابات سراسری خواهد کرد. در عمل، اعضای همهٔ احزاب اصلی در مجلس شدیداً توسط شلاق‌هایی کنترل می‌شوند که اطمینان حاصل می‌کنند اعضا طبق سیاست حزب رأی می‌دهند. اگر دولت اکثریت زیادی داشته باشد، بعید است آنقدر رأی از دست بدهد که نتواند قانون را تصویب کند.

#### نخست‌وزیر و هیئت دولت
نخست‌وزیر ارشدترین وزیر در کابینه است. دوره تصدی آنان از هنگامی آغاز می‌شود که بدست پادشاه منصوب شوند. نخست‌وزیر مسئولیت ریاست جلسات کابینه، گزینش وزرای کابینه (و همه سمت‌های دیگر در دولت اعلیحضرت) و تدوین خط مشی دولت را بر عهده دارد. نخست‌وزیر که بالفعل رهبر بریتانیا است، وظایف اجرایی را انجام می‌دهد که اسماً در اختیار حاکمیت است (از طریق اختیارات سلطنتی). از نظر تاریخی، پادشاه بریتانیا تنها منبع قدرت اجرایی در دولت بود. با این حال، به دنبال حکومت پادشاهان هانوفر، ترتیبی برای اینکه «نخست‌وزیر» رئیس و رهبر کابینه شود داده شد. با گذشت زمان، این ترتیب به قوهٔ اجرایی مؤثر دولت تبدیل شد، زیرا عملکرد روزمره دولت بریتانیا را به دور از حاکمیت فرض می‌کرد.
از لحاظ نظری، نخست‌وزیر میان همکاران خود در کابینه اولی بین برابرها است. در حالی که نخست‌وزیر، وزیر ارشد کابینه است، از لحاظ نظری ملزم به گرفتن تصمیمات اجرایی به شکل جمعی با سایر وزرای کابینه هستند. کابینه به همراه نخست‌وزیر متشکل از منشی‌های دولت از وزارتخانه‌های مختلف دولتی، لرد اعظم، حافظ نشان خصوصی، لرد رئیس شورا، رئیس هیئت تجارت، سرور دوک‌نشین لنکستر و وزیران سیار است. جلسات کابینه معمولاً به صورت هفتگی همراه با جلسات مجلس برگزار می‌شود.

#### وزارتخانه‌های دولتی و خدمات شهروندی
دولت بریتانیا شامل شماری وزارتخانه است که به‌طور عمده، اما نه منحصراً به‌عنوان بخش شناخته می‌شوند، مثلاً وزارت آموزش. این‌ها از نظر سیاسی بدست یک وزیر دولتی که اغلب منشی دولت و عضو کابینه است هدایت می‌شوند. وزیر ممکن است توسط شماری از وزرای زیردست نیز حمایت شود. در عمل، چندین بخش دولتی و وزیر تنها مسئول انگلستان هستند و برای اسکاتلند، ولز و ایرلند شمالی نهادهایی جداگانه وجود دارد (برای نمونه – وزارت سلامت). مسئولیت‌هایی نیز هستند که عمدتاً روی انگلستان تمرکز کرده‌اند (مانند وزارت آموزش).
یک سازمان دائماً بی‌طرف به نام خدمات شهروندی تصمیمات وزیر را اجرایی می‌کند. نقش بنیادی آن پشتیبانی از دولت وقت است، بدون توجه به اینکه کدام حزب سیاسی در قدرت است. برخلاف برخی دیگر از مردم‌سالاری‌ها، کارمندان ارشد دولتی پس از تغییر دولت در سمت خود می‌مانند. کارمندی دولتی که در بیشتر ادارات به عنوان منشی دائم شناخته می‌شود، مدیریت اداری این بخش را برعهده دارد. بیشتر کارکنان خدمات شهروندی در واقع در آژانس‌های اجرایی کار می‌کنند، که سازمان‌های عملیاتی جداگانه‌ای هستند که به وزارتخانه‌های دولت گزارش می‌دهند.
«وایت‌هال» اغلب کنایه‌ای برای هستهٔ مرکزی خدمات شهروندی است، چون دفاتر مرکزی بیشتر بخش‌های دولتی در و اطراف کاخ سلطنتی پیشین وایت‌هال هستند.

#### دولت اسکاتلند
دولت اسکاتلند مسئول تمام موضوعاتی است که برپایهٔ مصوبه اسکاتلند، صراحتاً به مجلس بریتانیا در وست‌مینستر اختصاص ندارند؛ از جمله سرویس سلامت ملی اسکاتلند، آموزش، دادگستری، امور روستایی و ترابری. در سال مالی ‎، بودجهٔ سالانهٔ آن تقریباً ۶۰ میلیارد پوند بود. دولت را وزیر اول رهبری می‌کند؛ وزرای مختلفی که هرکدام وزارت و وظایف شغلی خودشان را دارند هم کمک‌کار او هستند. مجلس اسکاتلند عضوی را برمی‌گزیند تا پادشاه او را وزیر اول کند. سپس وزیر اول، مشروط به تصویب مجلس وزرای خود (که اکنون منشی‌های کابینه نامیده می‌شوند) و وزرای زیردست را منصوب می‌کند. همان‌طور که در مصوبه اسکاتلند آمده است، وزیر اول، وزیران (اما نه وزیران زیردست)، لرد مشاور و سلیسیتر کل اعضای «هیئت مجریهٔ اسکاتلند» هستند. آن‌ها در مجموع به‌عنوان «وزرای اسکاتلند» شناخته می‌شوند.

#### دولت ولز
دولت ولز و مجلس شورای ملی ولز نسبت به اسکاتلند اختیارات محدودتری دارند، اگرچه پس از تصویب مصوبه دولت ولز در ۲۰۰۶ و همه‌پرسی قدرت‌سپاری ولز در ۲۰۱۱، مجلس اکنون می‌تواند در برخی مناطق از طریق مصوبه سند کمری قانون‌گذاری کند. وزیر اول کنونی ولز (به ولزی: Prif Weinidog Cymru)، وان گتینگ از حزب کارگر است.

#### هیئت اجرایی ایرلند شمالی
مجمع دارای اختیاراتی مانند آن‌هایی است که پیشتر به اسکاتلند واگذار شده‌اند. هیئت اجرایی ایرلند شمالی بدست دو نفر رهبری می‌شود که هم‌اکنون وزیر اول میشل اونیل (شین فین) و معاون وزیر اول اما لیتل پنجلی (حزب اتحادگرای دموکراتیک) هستند.